# Bonivka, Kremeneț
Bonivka (în ucraineană Бонівка) este un sat în comuna Ciuhali din raionul Kremeneț, regiunea Ternopil, Ucraina.

## Demografie
Componența lingvistică a localității Bonivka
     Ucraineană (99,64%)
     Alte limbi (0,36%)
Conform recensământului din 2001, majoritatea populației localității Bonivka era vorbitoare de ucraineană (99,64%), existând în minoritate și vorbitori de alte limbi.